# Zovax
Zovax is een geslacht van vlinders van de familie grasmotten (Crambidae).

## Soorten
- Z. vangoghi Błeszyński, 1965
- Z. whiteheadii (Wollaston E., 1879)